# Ernest Tonnelat
Ernest Louis Paul Tonnelat (* 8. Mai 1877 in Courcy-aux-Loges, Département Loiret; † 16. Juni 1948) war ein französischer Germanist und Literaturhistoriker. Er lehrte u. a. als Professor für deutsche Sprache und Literatur an der Universität Paris (Sorbonne; 1928–1934) sowie für germanische Sprachen und Literaturen am Collège de France (1934–1948).

## Leben
Tonnelat stammte aus einer Lehrerfamilie. 1898 wurde er in die École normale supérieure aufgenommen, wo er Lettres (Sprachen und Literaturen) und insbesondere Germanistik studierte. Er bestand 1903 die Agrégation (Staatsprüfung für das höhere Lehramt) im Fach Deutsch. Anschließend erhielt er ein Stipendium für eine zweijährige Studienreise um die Welt, wobei er Ansiedlungen deutscher Auswanderer in Lateinamerika und China besuchte. Nach seiner Rückkehr war Tonnelat ab 1905 als Lehrer zunächst in Caen, dann ab 1909 am Lycée Charlemagne in Paris tätig. 1912 promovierte er mit einer Haupt-Thèse über das Jugendwerk der Brüder Grimm und einer ergänzenden Thèse zu Komposition und Stil ihrer Sammlung der Kinder- und Hausmärchen zum Docteur ès lettres.
1913 erhielt er eine Professur für deutsche Sprache und Literatur an der Universität Genf. Mit Ausbruch des Ersten Weltkriegs wurde er einberufen, wechselte aus gesundheitlichen Gründen bereits 1915 in eine Propagandaeinheit, wo er zusammen mit Hansi antideutsche Propagandaschriften verfasste. 1919 wechselte Tonnelat von Genf an die nun wieder französische Universität Straßburg, wo er als Professor für mittelalterliche und klassische deutsche Literatur lehrte. Von 1920 bis 1926 hatte er eine Professur am von der französischen Besatzungsmacht in Mainz eingerichteten Centre d’Études germaniques.
1927 ging er zunächst als Maître de conférences an die Pariser Sorbonne, wo er im Jahr darauf den Lehrstuhl für deutsche Sprache und Literatur erhielt, den er bis 1934 innehatte. Nach dem Tod seines akademischen Lehrers Charles Andler 1933 wurde Tonnelat als dessen Nachfolger auf den Lehrstuhl für germanische Sprachen und Literaturen am Collège de France in Paris gewählt. Nach der französischen Niederlage zu Beginn des Zweiten Weltkriegs wechselte Tonnelat in die unbesetzte Zone nach Lyon und kehrte erst 1945 nach Paris zurück, wo er 1948 starb. 1945 wurde er zum Mitglied der Académie des Inscriptions et Belles-Lettres gewählt.
Tonnelat forschte insbesondere zum Nibelungenlied sowie zu den Gebrüdern Grimm und den von ihnen gesammelten Märchen. In der religionsgeschichtlichen Bücherreihe Mana erschien sein Beitrag zur Religion der Germanen.

## Werke
- Les frères Grimm. Leur oeuvre de jeunesse. Colin, Paris 1912
- Les contes des frères Grimm. Étude sur la composition et le style du recueil des „Kinder- und Hausmärchen“. Colin, Paris 1912
- mit Hansi (d. i. Jean Jacques Waltz): A travers les Lignes ennemies. Trois années d’offensive contre le moral allemand (in der Reihe: Collection de mémoires, études et documents pour servir à l’histoire de la Guerre mondiale). Payot, Paris 1922
- Histoire de la littérature allemande. Des Origines au XVII Siecle. Payot, Paris 1923
- Histoire de la langue Allemande. Colin, Paris 1927
- La chanson des Nibelungen. Étude sur la composition et la formation du poème épique. Ed. Les Belles Lettres, Paris 1926
- Charles Andler. Sa vie et son oeuvre. Les Belles Lettres, Paris 1937
- Mit Joseph Vendryes und B.-O. Unbegaun: Les Religions des Celtes, des Germains et des anciens Slaves (= «Mana» Introduction à l’histoire des religions. Les religions de l’Europe ancienne. Band III, 2. Halbband). Presses Universitaires, Paris 1948.
- La légende des Nibelungen en Allemagne au XIXe siècle. Belles Lettres, Paris 1952
- Jacques Droz (Hrsg.): Les Révolutions allemandes de 1848. D’apres un manuscrit et des notes de E. Tonnelat (= Publications de la Faculté des Lettres de l'Université de Clermont. Serie 2, Heft 6). Presses universitaires de France, Paris 1957.
- Übersetzung, Einleitung und Anmerkungen zu Wolfram von Eschenbach: Parzival (Perceval le Gallois). 2 Bände. Editions Aubier Montaigne, Paris 1977.